# Opostega
Opostega — рід лускокрилих комах із родини опостегід.

## Опис
Геніталії самця: едеагус відсутій; нижній край вінкулума опуклий. Геніталії самки: антрум без склеритизированої пластинки.

## Систематика
У складі роду:
- Opostega abrupta Walsingham, 1897
- Opostega accessoriella Frey & Boll, 1876
- Opostega acidata Meyrick, 1915
- Opostega adusta Walsingham, 1897
- Opostega albogalleriella Clemens, 1862
- Opostega amphimitra Meyrick, 1913
- Opostega angulata Gerasimov, 1930
- Opostega argentella Bradley, 1957
- Opostega arthrota Meyrick, 1915
- Opostega atypa Turner, 1923